# Un sueño y nada más
Un sueño y nada más es una película de Argentina dirigida por Diego Santillán sobre el guion de Orígenes Lessa y Víctor Lima que se produjo enl 1964 y nunca fue estrenada comercialmente. Tuvo como protagonistas a Virginia Lago, Reginaldo Farías, Sabina Olmos, Mario Lozano y Jacinto Herrera, fue la primera película dirigida por Diego Santillán y los exteriores fueron rodados en Brasil. Otros títulos utilizados fueron Rosas para una mujer y Morte para un covarde.

## Reparto
Intervinieron en el filme los siguientes intérpretes:
- Virginia Lago
- Reginaldo Farías
- Sabina Olmos
- Mario Lozano
- Jacinto Herrera
- Tito Norya
- Grupo Los Bohemios
- Oscar Banegas
- Mariano Bauzá
- Silvia Randall
- Jorge Bellizi
- Carlos Iasevich …Extra
- Sônia Magalhães
- Alfredo Murphy
- Agostinho Silva
- Leonidas Bayer
- Sadi Cabral
- Paulo Copacabana
- Reginaldo Faria